# Citilink
Citilink ist eine indonesische Billigfluggesellschaft mit Sitz in Jakarta und Basis auf dem Flughafen Soekarno-Hatta. Sie ist eine Tochtergesellschaft der Garuda Indonesia.

## Geschichte
Da Garuda Indonesia im Inland immer mehr von neuen Billigfliegern wie Batavia Air und Lion Air zurückgedrängt wurde, beschloss man, eine eigene Billigdivision zu gründen. Im Jahr 2001 ging Citilink mit mehreren Fokker F28 an den Start und erschloss Ziele, die bis dahin von der Muttergesellschaft Garuda nie angeflogen wurden, zum Beispiel Gorontalo auf Sulawesi. Schon bald wurde auf modernere und größere Boeing 737-300 zurückgegriffen, welche wiederum sukzessive durch neu bestellte Airbus A320-200 ersetzt wurden. Im Jahr 2006 wurde Citilink, nach erfolgreicher Integration in die indonesische Luftfahrt, ein eigenständiges Unternehmen.

## Flugziele
Citilink bedient ganzjährig nationale Ziele sowie Dili in Osttimor. Als saisonalen Charter fliegt Citilink die Flughäfen Dschidda und Mumbai an.

## Flotte

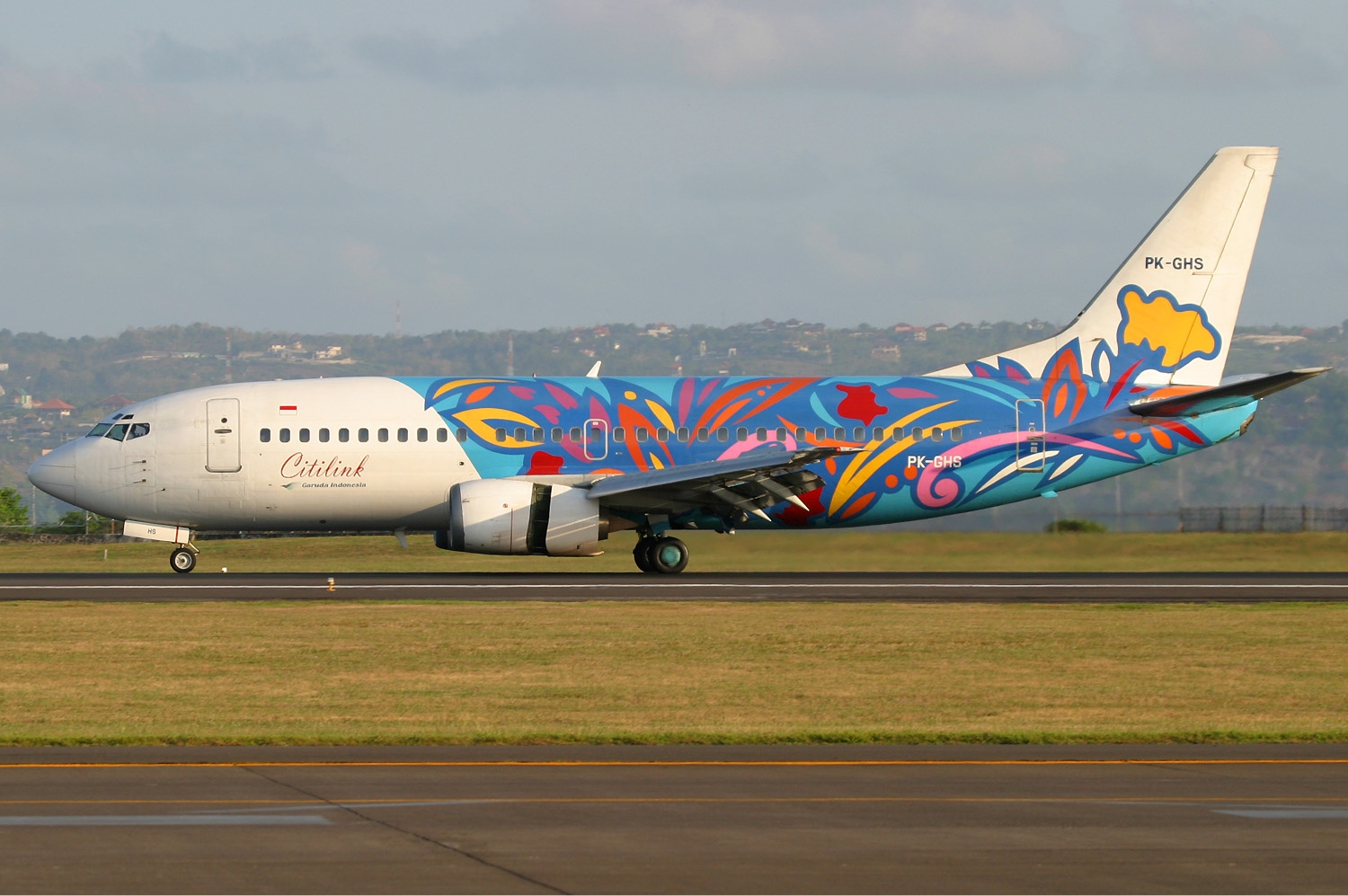
Boeing 737-300 der Citilink

Mit Stand Januar 2024 besteht die Flotte der Citilink aus 59 Flugzeugen mit einem Durchschnittsalter von 9,3 Jahren:
| Flugzeugtyp        | Anzahl | bestellt | Anmerkungen                                      | Sitzplätze | Durchschnittsalter |
| ------------------ | ------ | -------- | ------------------------------------------------ | ---------- | ------------------ |
| Airbus A320-200    | 39     |          | sechs inaktiv; 23 mit Sharklets ausgestattet     | 180        | 10,0 Jahre         |
| Airbus A320neo     | 10     |          | vier inaktiv; PK-GTF in 50th A320-Sonderbemalung | 180        | 5,9 Jahre          |
| Airbus A330-900neo | 02     |          | einer inaktiv                                    | 365        | 4,2 Jahre          |
| ATR 72-600         | 07     | 2        | zwei inaktiv                                     | 70         | 9,1 Jahre          |
| Boeing 737-500     | 01     |          |                                                  | Cargo      | 26,4 Jahre         |
| Gesamt             | 59     | 2        |                                                  |            | 9,3 Jahre          |

## Siehe auch

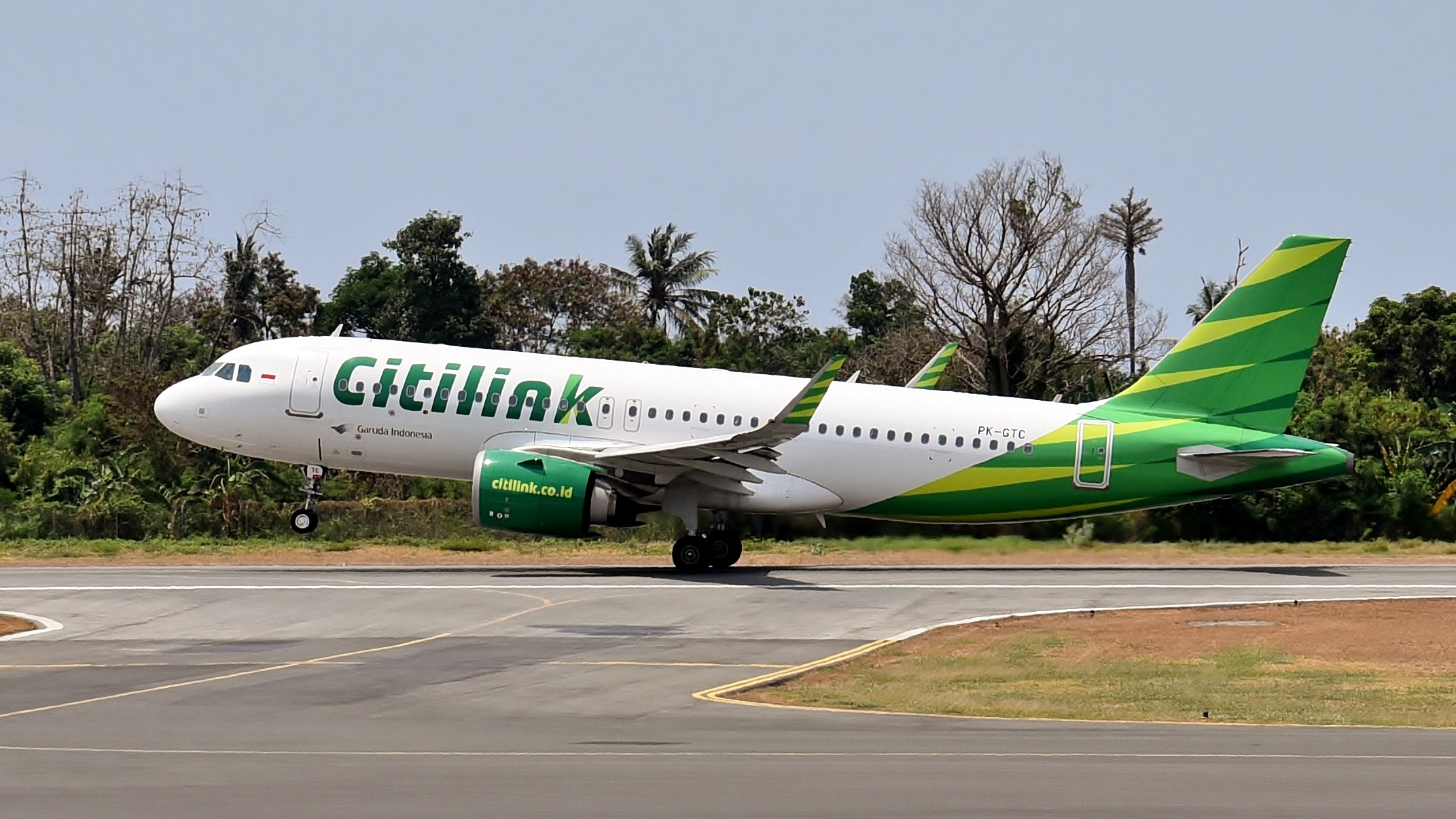
A320 der Citilink startet in Dili

### Ehemalige Flugzeugtypen
- Boeing 737-300
- Boeing 737-400